# Bodensee-Kilch
Der Bodensee-Kilch (Coregonus gutturosus) ist eine höchstwahrscheinlich ausgestorbene Süßwasser-Fischart aus der Gattung Coregonus. Er kam in den tieferen Bereichen des Bodensees vor.

## Merkmale
Der Bodensee-Kilch erreichte eine Standardlänge von 290 mm und ein Gewicht von 125 Gramm. Die Maulöffnung war unterständig. Die Schnauze war stumpf. Der Rücken war olivgrün oder braun. Die Anzahl der Kiemenreusen auf dem ersten Bogen betrug 14 bis 25.

## Lebensweise
Die Laichzeit des Bodensee-Kilchs war von Juli bis November. Der Laich wurde in 10 bis 60 Meter Tiefe abgelegt. Nach dem Laichen überwinterten die Kilche an tieferen Plätzen zwischen 100 und 140 Metern. Zwischen März und April stiegen die Fische wieder in ihre angestammten Reviere zwischen 50 und 60 Meter empor. Im Sommer bestand die Nahrung aus Muscheln und Schnecken des Seegrunds. Im Winter ernährte sich der Bodensee-Kilch vom Laich des Blaufelchens.
Gefangene Kilche waren in der Regel stark verunstaltet. Durch das Heraufziehen aus der Tiefe wurde der Bauch derart aufgetrieben, dass er aufgrund des fallenden Wasserdrucks und der dadurch verursachten übermäßigen Ausdehnung der in der Schwimmblase eingeschlossenen Luft sogar platzen konnte.

## Aussterben
In den 1950er-Jahren begann die Eutrophierung des Bodensees, was zu einem starken Rückgang des Sauerstoffgehalts führte und dafür verantwortlich war, dass sich die Eier vieler Coregonen nicht mehr entwickeln konnten. Während sich die Bestände anderer Coregonenarten im Bodensee durch Aufstockung erholten, starb der Bodensee-Kilch vermutlich in den 1970er-Jahren aus. Die Rote Liste gefährdeter Arten der IUCN stuft den Bodensee-Kilch als „Ausgestorben“ (Extinct) ein.

## Systematik
Der Bodensee-Kilch wurde 1818 von Carl Christian Gmelin zunächst als Unterart Salmo muraena gutturosa beschrieben. Im selben Jahr erhielt er unter dem Namen Coregonus gutturosus Artrang. 1854 wurde das Taxon von Wilhelm Ludwig von Rapp (1794–1868) in Coregonus acronius umbenannt und die Artdefinition auf die verschiedenen Kilch-Populationen des Attersees, des Genfer Sees und des Ammersees ausgedehnt. 1997 verwendete Maurice Kottelat schließlich wieder Gmelins originales Artepitheton und begrenzte den Artbegriff auf die Kilche aus den tieferen Gewässern des Bodensees.